# Salines suisses
Les Salines suisses est une entreprise suisse active dans l'extraction et la distribution de sel. Société anonyme de siège à Pratteln dans le canton de Bâle-Campagne, elle est détenue par les cantons suisses, au nom desquels elle exerce leur régale sur le sel.

## Histoire
La société est créée en 1874 par la fusion de trois salines argoviennes, sous le nom de « Salines suisses du Rhin SA »,,.
En 2014, les salines de Bex, qui exerçaient le monopole dans le canton de Vaud, rejoignent les salines du Rhin, pour former les Salines suisses.

## Liens
- Site officiel